# Daisy D'ora
 (mars 2020).
Daisy D'ora, née le 26 février 1913 à Potsdam et morte le 12 juin 2010 à Munich, est une actrice allemande.

## Biographie
Daisy D'ora est née dans une famille aristocratique.
En 1929, elle commence sa carrière cinématographique en jouant dans le film Loulou, Elle a ensuite joué dans une variété d'autres films.
En 1931, elle a été couronnée Miss Allemagne.

## Filmographie
Sauf indication contraire, les informations mentionnées dans cette section peuvent être confirmées par la base de données cinématographiques IMDb,  présente dans la section « Liens externes ».
- 1929 : Loulou de Georg Wilhelm Pabst : Charlotte Marie Adelaide v. Zarnikow
- 1929 : Das verschwundene Testamant de Rolf Randolf : Lilo von Ehrenberg
- 1929 : Der Mann, der nicht liebt de Guido Brignone : Aline
- 1929 : Es flüstert die Nacht de Victor Janson : Ilona Bartok
- 1929 : Die Halbwüchsigen de Edmund Heuberger : Else
- 1930 : Nur am Rhein... de Max Mack : Hanne